# Claire-Louise Bennett
Claire-Louise Bennett är en brittisk författare och essäist, uppvuxen i Wiltshire, utbildad vid University of Roehampton och därefter bosatt i Galway.
Efter att ha publicerats i en rad tidskrifter debuterade Bennett år 2016 med den egna novellsamlingen Pond, som utkom i svensk översättning av Carl-Johan Lind år 2019 under titeln Damm. För översättningen belönades Lind med Sveriges Författarförbunds utmärkelse Årets översättarstipendium.